# Картов четец
Картов четец е входно периферно устройство за данни, което чете данни от носител за съхранение на данни с форма на карта. Исторически първите такива устройства четат перфокарти и се използват през първите десетилетия от развитието на компютрите. Съвременните четци са електронни устройства, които прочитат пластмасови карти, снабдени с баркод, магнитна лента, компютърен чип или друга среда за съхранение.
Четец на карта памет е устройство за комуникация със смарткарта или карта памет. Магнитен картов четец е устройство за четене на карти с магнитна лента, например кредитна карта.

## Четци за смарткарти
Четците на смарткарти могат да имат следните форми:
- Компютърна клавиатура с вграден картов четец
- Външни четци или специализиран вход на персоналните компютри за четене на смарткарти или флашкарти
- В лаптопите обичайно има вградени четци за флашкарти.

Външните картови четци могат да са свързани с цифрова клавиатура за въвеждане на ПИН код (персонален идентификационен номер) или друга информация (например банкомат, ПОС терминал).